# Campionati del mondo di ciclismo su strada 2017 - Cronometro maschile Junior
La cronometro maschile Junior dei Campionati del mondo di ciclismo su strada 2017 si svolse il 19 settembre 2017 con partenza ed arrivo a Bergen, in Norvegia, su un percorso totale di 21,1 km. La medaglia d'oro fu vinta dal britannico Thomas Pidcock con il tempo di 28'02"15 alla media di 45,156 km/h, argento all'italiano Antonio Puppio e a completare il podio il polacco Filip Maciejuk.
Partenza ed arrivo per 78 ciclisti.

## Classifica (Top 10)
| Pos. | Corridore          | Squadra       | Tempo    |
| ---- | ------------------ | ------------- | -------- |
| 1    | Thomas Pidcock     | Gran Bretagna | 28'02"15 |
| 2    | Antonio Puppio     | Italia        | a 11"92  |
| 3    | Filip Maciejuk     | Polonia       | a 13"29  |
| 4    | Juri Hollmann      | Germania      | a 21"53  |
| 5    | Igor Chzhan        | Kazakistan    | a 23"66  |
| 6    | Julius Johansen    | Danimarca     | a 27"61  |
| 7    | Daan Hoole         | Paesi Bassi   | a 29"87  |
| 8    | Andreas Leknessund | Norvegia      | a 32"30  |
| 9    | Nik Čemažar        | Slovenia      | a 35"49  |
| 10   | Sebastian Berwick  | Australia     | a 35"93  |